# Hjärterön
Hjärterön (även Hjärterö) är en ö belägen knappt 2 kilometer väster om Fjällbacka i Tanums kommun. Ön är omkring  1,5 km lång och omkring 500 meter bred.

## Befolkning
Hjärterö har sedan länge varit bebodd. Man vet att då Bohuslän blev svenskt 1658 fanns boende på Hjärterö. På 1700-talet fanns trankokeri och sillsalteri i Valöbukten på öns västsida. Vid mitten av 1800-talet lät Kapten Janne Bruse bygga det bostadshus på öns östsida, som fortfarande är bebott året runt. Senare flyttade Bruse över sundet till Valön.

## Etymologi
Öns har namn efter hiartar, hjortar på fornsvenska.